# Chvalkovice (kraj hradecki)
Chvalkovice – czeska wieś, na północny zachód od miasta Česká Skalice. Położona jest na wzniesieniu o wysokości 306 m n.p.m., nad Czarnym Potokiem i rzeczką Běluňka.

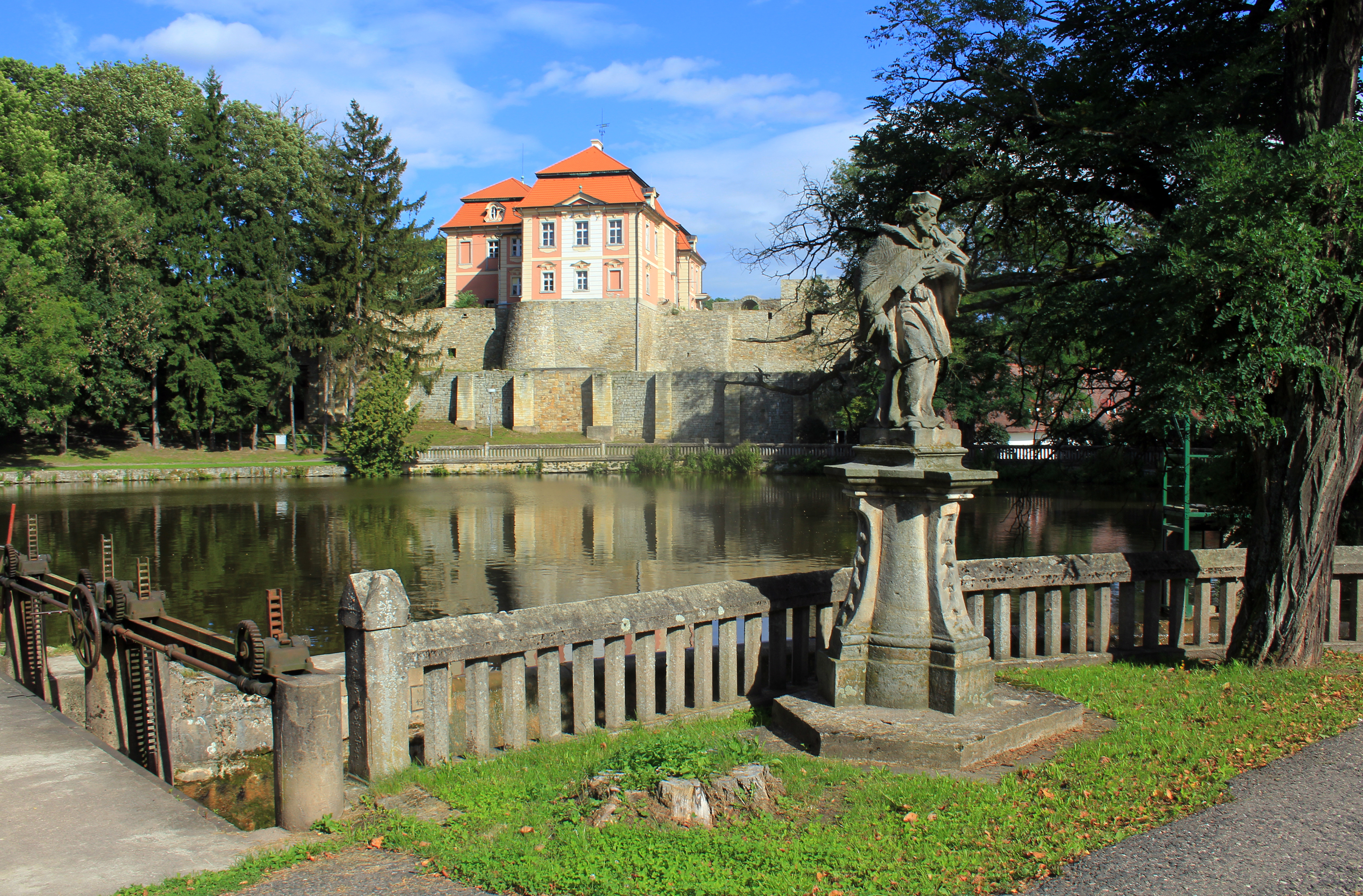
Centrum

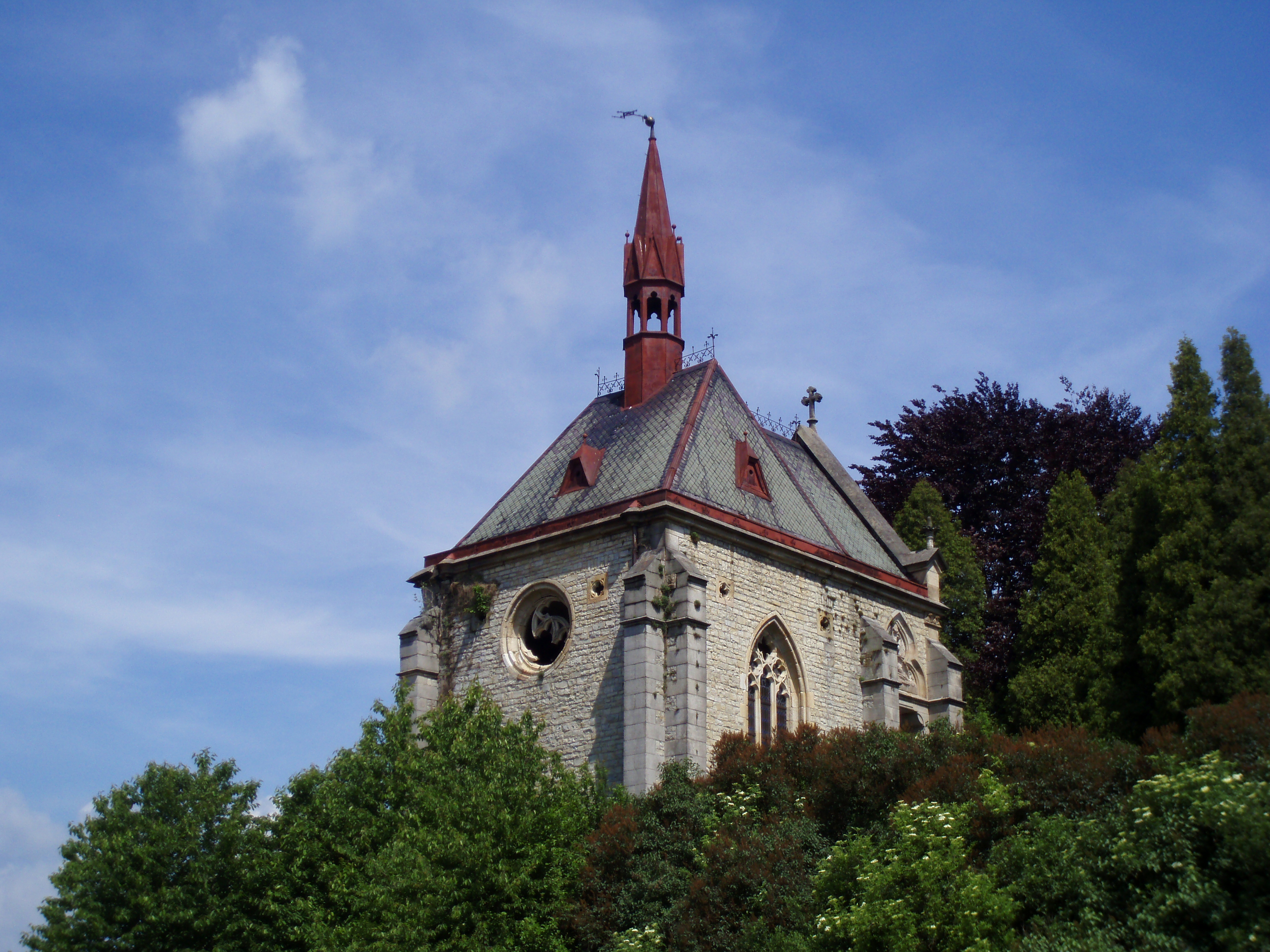
Miejscowa kaplica cmentarna

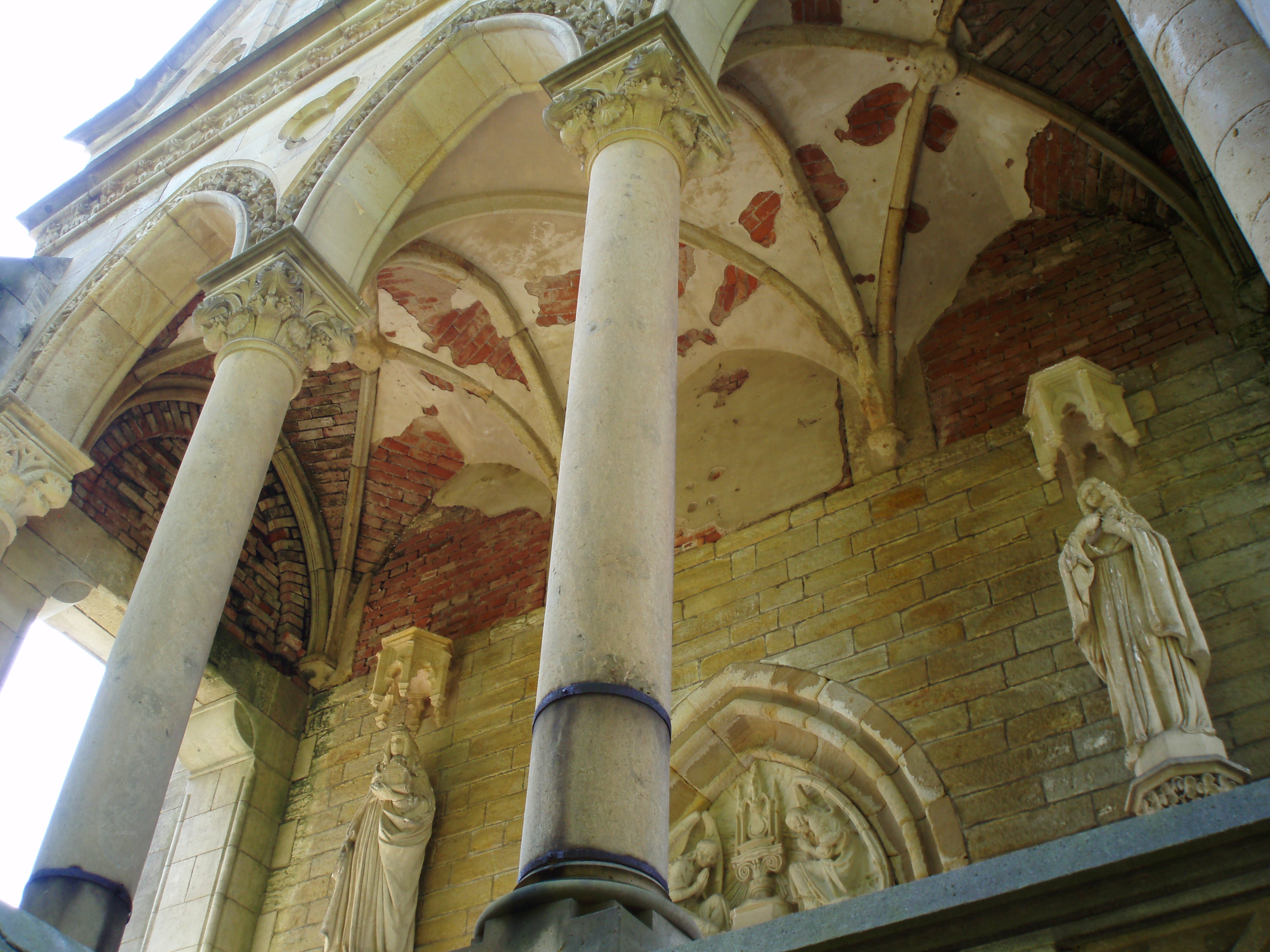
Miejscowa kaplica cmentarna

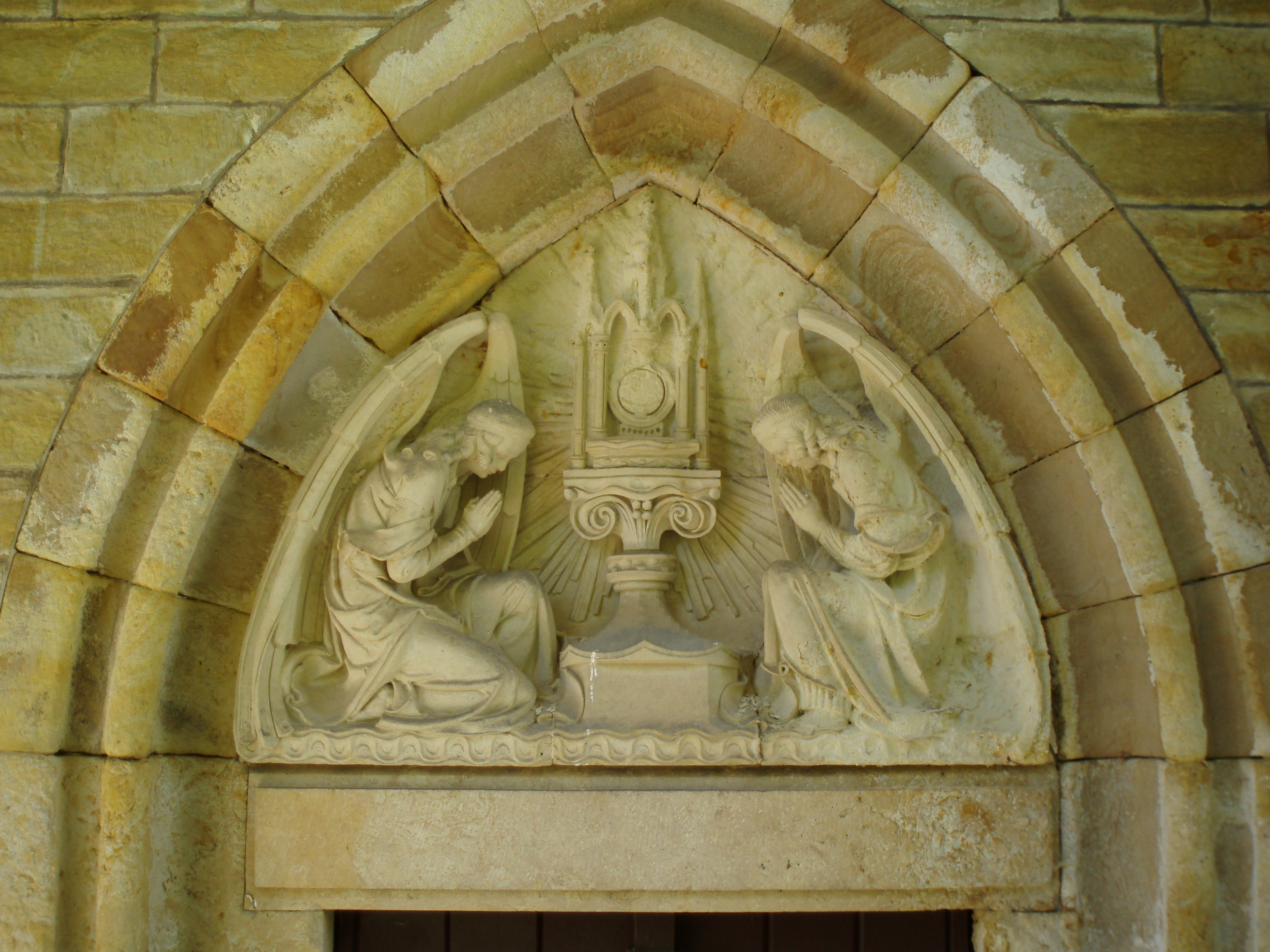
Miejscowa kaplica cmentarna

## Historia
Założyciel osady miał prawdopodobnie imię Chvalek czy Chval. Pierwsza wzmianka o Chvalkovicach pochodzi z 1369 r. Wkrótce został wybudowany zamek. Jego pierwszy właściciel Petr z Chvalkovic jest wzmiankowany w 1370 r. Przez kolejne dwa stulecia wieś należała do rodu szlacheckiego Chvalkovští z Hustířan. W latach 1600–1792 wchodziła w skład majątku rodu Dobřenští z Dobřenic. Od 1792 r. do lat dwudziestych XX wieku była częścią dóbr nachodzkich.

## Zabytki
- Pałac barokowy zbudowany przed 1678 r. na miejscu zamku z XIV wieku.
- Stara szkoła, do której chodziła pisarka Božena Němcová, gdy była na wychowaniu u rodziny Hochów
- Kościół św. Idziego z 1304 r. (przebudowany w stylu barokowym w latach 1690–94).
- W części Velká Bukovina cmentarz żydowski (nagrobki z XVIII wieku)
- Posągi św. Idziego, św. Leonarda i św. Wincentego